# Lim Si-hyeon
Lim Si-hyeon (coreà: 임시현)  (Gangneung, Corea del Sud, 13 de juny de 2003) és una arquera sud-coreana, especialitzada en el Tir amb arc. Ha participat en 1 Olimpíada, guanyant 3 medalles d'or als Jocs Olímpics de París 2024. A més, ha guanyat 1 medalla d'or al Campionat del Món de Berlín 2023 i 3 medalles d'or en els Jocs Asiàtics.
En la prova classificatòria de París, va aconseguir l'actual rècord del món amb una puntuació de 694 punts.

## Trajectòria professional
| Jocs Olímpics     | Jocs Olímpics | Jocs Olímpics | Jocs Olímpics |
| Any               | Seu           | Posició       | Prova         |
| ----------------- | ------------- | ------------- | ------------- |
| 2024              | París         | 1             | Individual    |
| 2024              | París         | 1             | Equips femení |
| 2024              | París         | 1             | Equips mixt   |
| Campionat del Món |               |               |               |
| 2023              | Berlín        | 5a posició    | Individual    |
| 2023              | Berlín        | 1/8 final     | Equips femení |
| 2023              | Berlín        | 1             | Equips mixt   |
| Jocs Asiàtics     |               |               |               |
| 2022              | Hangzhou      | 1             | Individual    |
| 2022              | Hangzhou      | 1             | Equips femení |
| 2022              | Hangzhou      | 1             | Equips mixt   |